# Кчач, Алмасбей Иванович
Алмасбей Иванович Кчач (абх. ; 19 сентября 1958, с. Бармыш — 17 апреля 2012, Гагра) — абхазский военный деятель, генерал-майор, секретарь Совета Безопасности Республики Абхазия (2003—2005); министр внутренних дел Абхазии (1996—2003).

## Биография
Родился 19 сентября 1958 года в с. Бармыш Гудаутского района Абхазской АССР в абхазской семье, имеющей турецкие корни.
Образование высшее юридическое. С 1978 по 1991 годы работал на различных должностях в системе МВД, а с 1989 по 1992 годы — в руководстве службы охраны высших органов власти, один из ближайших соратников и начальник охраны первого президента Абхазии Владислава Ардзинбы.
С 1992 по 1993 год — в период грузино-абхазской войны — представитель президента Абхазии на Северном Кавказе. Занимался формированием и отправкой добровольцев Северного Кавказа на территорию Абхазии, отправкой гуманитарных грузов, продуктов питания, медикаментов. С 1993 по 1996 годы — начальник службы охраны высших органов власти.
С 1996 по 2003 годы — министр внутренних дел Абхазии. В 1996 году создаёт первый в Абхазии спецназ СОБР.
С апреля 2003 по 2004 годы — секретарь Совета безопасности Абхазии.
С 2005 года, после избрания президентом Абхазии Сергея Багапша, находился в оппозиции к действующей власти.
В 2012 году на парламентских выборах баллотировался в Народное собрание Абхазии по восьмому избирательному округу, но не набрал достаточного количества голосов.
17 апреля 2012 года застрелился в собственной квартире в Гагре при попытке ареста как подозреваемого в организации покушения на президента республики Александра Анкваба.
В мае 2012 года Совет безопасности Абхазии сообщил, что с Кчачем были связаны фигуранты уголовного дела о подготовке терактов в Сочи, запланированных на предолимпийский период в 2012—2014 годах. В ходе спецоперации арестованы трое лидеров абхазского филиала террористической организации «Имарат Кавказ».

## Семья
Жена и четверо детей.